# فيصل حلمي
فيصل حلمي (1938 - 2024) مطرب ومخرج أردني من مواليد مدينة عمان. أصبح فناناً معتمداً في إذاعة المملكة الأردنية الهاشمية عام 1976. متزوج من الشاعرة سميحة الكحلوني، من أشهر أغانيه أغنية «روحوا قلولو الأسمراني»، كما أخرج مسرحية شاميل وحبكي في الأجزاء الثلاثة. توفي بتاريخ 5-12-2024

## بدايته
اكتشف حبه للغناء في سن العاشرة، ثم اشترك في البرنامج الإذاعي «برنامج الهواة» الذ كان يقدمه المذيع إبراهيم الذهبي، وهو في الـ13 عشر من عمره، حيث غنى أغنية «رمش عينو اللي جرحني رمش عينو» للمطرب محرم فؤاد، وفاز بمسابقة البرنامج. وبعدها غنى عدة مرات في فترات مختلفة وأُعجب إبراهيم الذهبي بصوته وأقنعه بأن يسجل أغنية خاصة به، وبعدها سافر إلى بيروت وهناك سجل أغنيته «روحوا قلولو الأسمراني» التي أعجب بها مدير الإذاعة الأردنية آنذاك ضياء الدين الرفاعي، فأمر المسؤولين عن الإذاعة بإذاعة الأغنية 3 - 4 مرات باليوم. وبعدها بدأت تذاع في 7 إذاعات عربية، كما قام بتصويرها للتلفزيون الأردني.

## من أشهر أغانيه
- روحو قولوله
- ما تغاري
- البسطجية
- الهوى والمغرمين

## ملحنون تعاون معهم
- محمد الموجي
- حلمي أمين
- إبراهيم رأفت
- سعيد قطب
- راشد الشيخ
- محمد وهيب
- جميل العاص